# Brigitte Haas

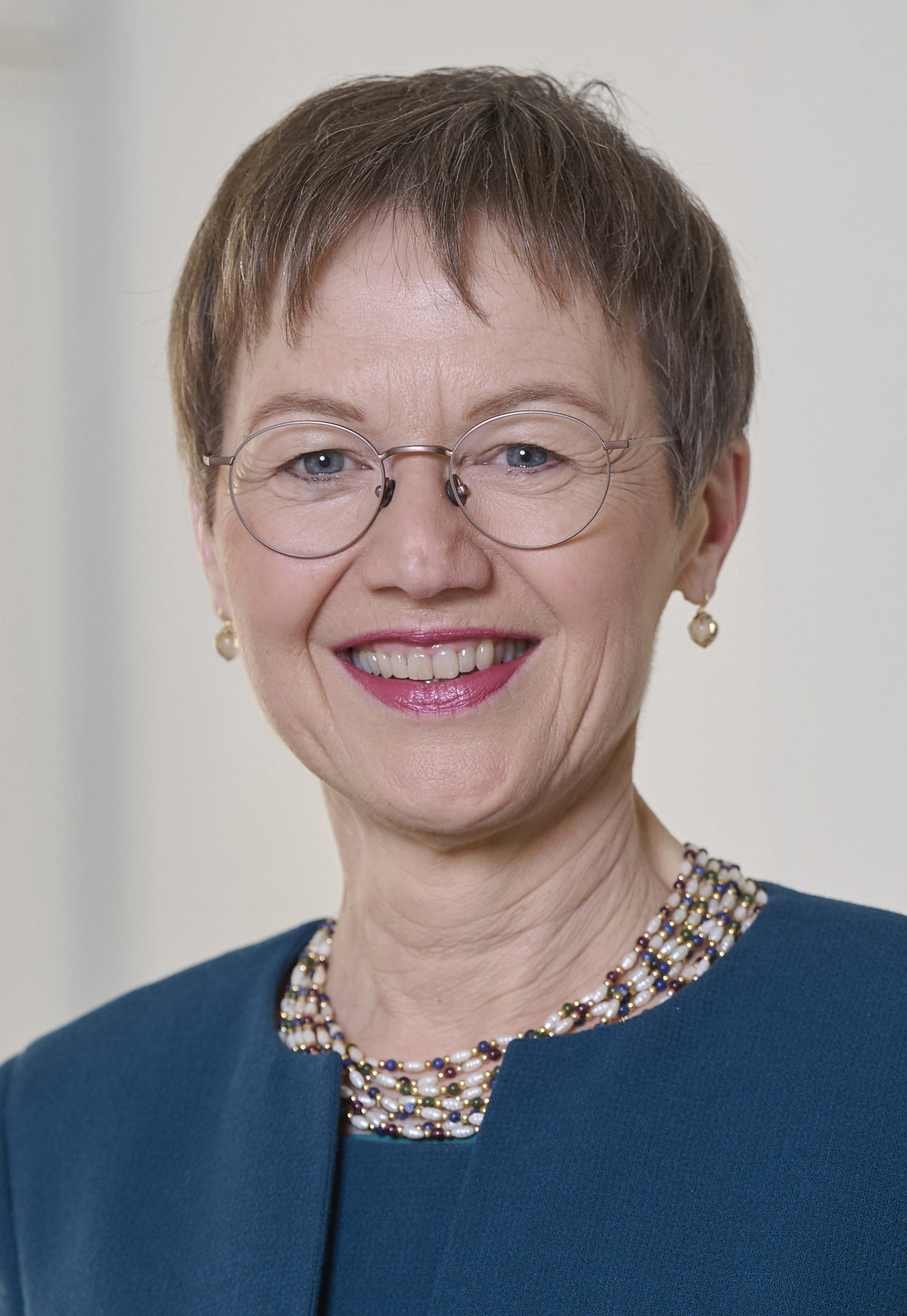
Brigitte Haas ist seit 10. April 2025 Liechtensteins erste Regierungschefin.

Brigitte Haas (* 27. Dezember 1964) ist eine liechtensteinische Juristin und Politikerin der Vaterländischen Union (VU). Seit dem 10. April 2025 ist sie Regierungschefin von Liechtenstein und leitet das Ministerium für Präsidiales und Finanzen. Sie ist die erste Frau, die dieses Amt in der Geschichte des Landes bekleidet.

## Leben

### Herkunft und Familie
Brigitte Haas wuchs in Schaan auf. Ihre Eltern waren Inhaber eines Keramik-Fachgeschäfts. Nach einer kaufmännischen Ausbildung in der Liechtensteinischen Landesverwaltung absolvierte sie die Eidgenössische Matura Typ E und studierte anschließend Rechtswissenschaften an der Universität Zürich, wo sie 2001 den Titel lic. iur. erwarb.

### Berufliche Laufbahn
Haas begann ihre berufliche Laufbahn 1984 in verschiedenen Funktionen innerhalb der Liechtensteinischen Landesverwaltung, darunter Tätigkeiten beim Landgericht, Bauamt und Landesmuseum. Von 1991 bis 1995 war sie persönliche Assistentin des Polizeichefs, anschließend bis 2000 Ausbildungsverantwortliche für Lernende in der Landesverwaltung. In den Jahren 2000 bis 2001 arbeitete sie als Projektsachbearbeiterin bei der Stabsstelle EWR.
2001 wechselte Haas zur Liechtensteinischen Industrie- und Handelskammer (LIHK), wo sie zunächst als stellvertretende Geschäftsführerin tätig war. Im August 2019 übernahm sie die Position der Geschäftsführerin, die sie bis zu ihrer Ernennung zur Regierungschefin im April 2025 innehatte.

### Politische Karriere

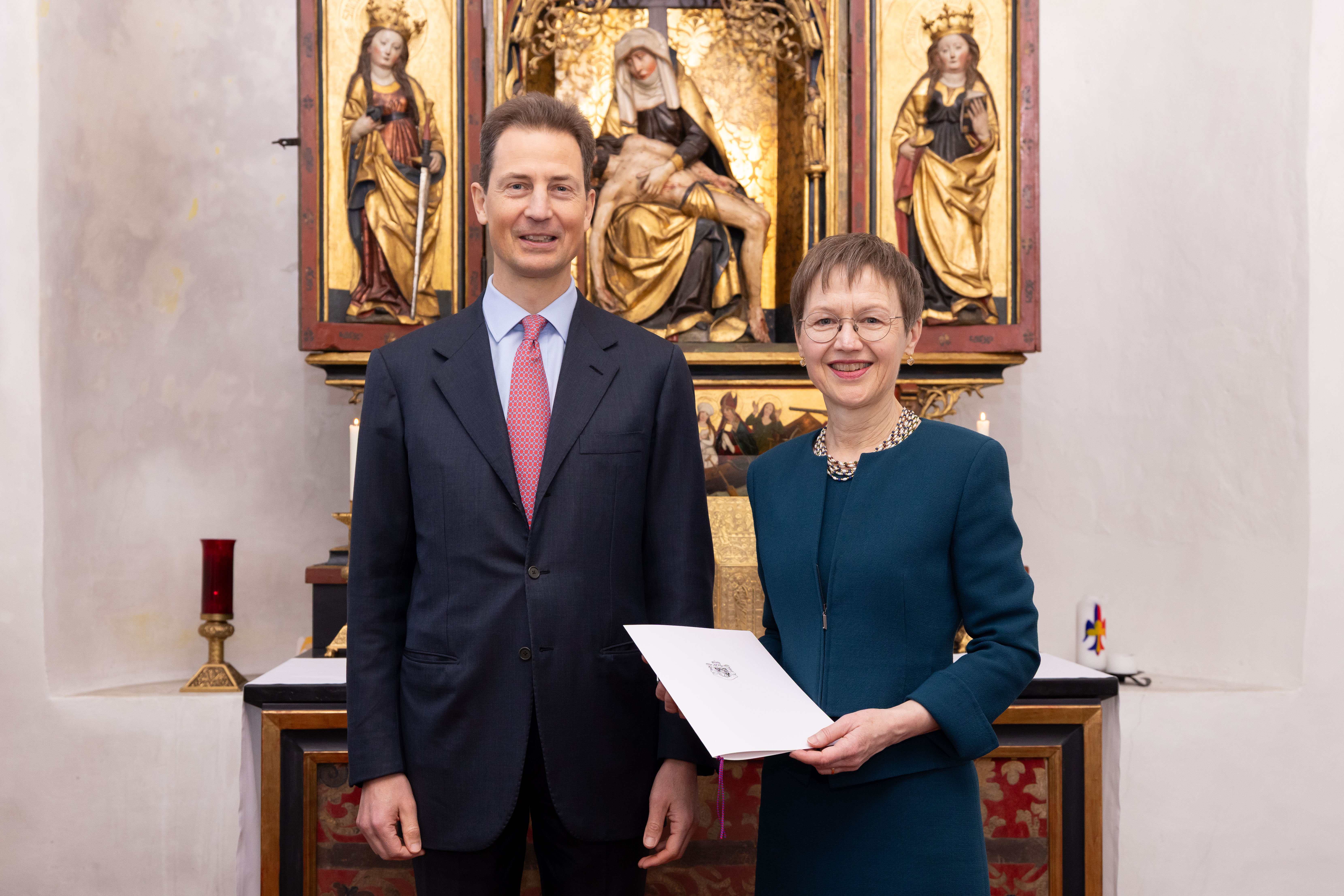
Brigitte Haas wird von Erbprinz Alois von und zu Liechtenstein vereidigt

Im Vorfeld der Landtagswahl 2025 wurde Haas von der Vaterländischen Union als Kandidatin für das Amt der Regierungschefin nominiert. Die VU gewann die Wahl mit 38,3 % der Stimmen und stellte damit die stärkste Fraktion im Landtag. Am 10. April 2025 wurde Haas vom Landtag zur Regierungschefin gewählt und von Erbprinz Alois von und zu Liechtenstein vereidigt. Sie übernahm gleichzeitig die Leitung des Ministeriums für Präsidiales und Finanzen.

### Ehrenamtliches Engagement
Neben ihrer beruflichen Tätigkeit engagierte sich Haas in verschiedenen Organisationen. Sie war Vizepräsidentin und interimistische Präsidentin des TAK Theater Liechtenstein, Vorstandsmitglied des Historischen Vereins für das Fürstentum Liechtenstein, Mitglied der Berufsmaturakommission und Vorstandsmitglied des Frauenhauses Liechtenstein.

### Privates
Haas ist Bürgerin von Mauren. Sie ist verheiratet und lebt in Vaduz. Der emeritierte Erzbischof von Vaduz, Wolfgang Haas, ist ihr Cousin.